# Marszałek wojsk łączności
Marszałek wojsk łączności (ros. маршал войск связи) – stopień wojskowy w wyższym korpusie oficerskim Armii Czerwonej, Armii Radzieckiej i Siłach Zbrojnych Federacji Rosyjskiej, poniżej stopnia główny marszałek wojsk łączności, równorzędny ze stopniem generała armii (w marynarce wojennej – admirała floty. Wprowadzony dekretem Prezydium Rady Najwyższej ZSRR z 16 stycznia 1943, był nadawany do 26 kwietnia 1984. Nie przewidziany w Siłach Zbrojnych Federacji Rosyjskiej.